# Biohazard (Band)
Biohazard (engl.: Biogefährdung) ist eine Hardcore-/Crossover-Band aus Brooklyn, New York. Die Musik von Biohazard ist stark von ihren Vorbildern Agnostic Front geprägt, enthält allerdings auch zahlreiche Metal- und Hip-Hop-Elemente.

## Bandgeschichte

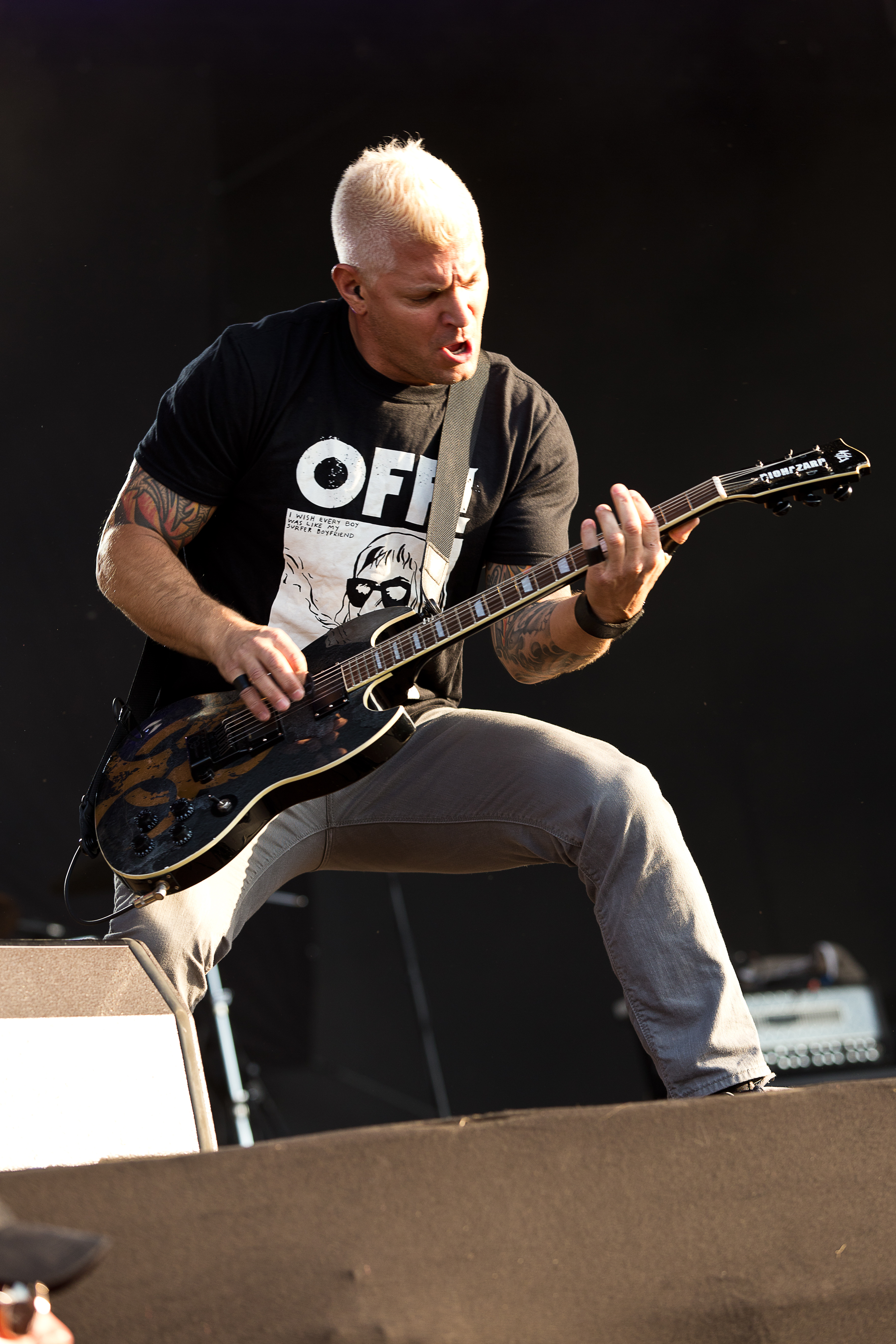
Gitarrist/Sänger Billy Graziadei auf dem Rockharz 2015 in Ballenstedt

Der ehemalige Carnivore-Roadie Evan Seinfeld (Gesang, Bass), Billy Graziadei (Gesang, Gitarre), Bobby Hambel (Gitarre) und Danny Schuler (Schlagzeug) gründeten 1987 Biohazard. Angespornt von der New Yorker Hardcoreszene, in der die Mitglieder bereits seit Beginn aktiv waren, wurde die Gruppe in New York recht schnell bekannt. Die ersten beiden Demos verkauften sich insgesamt etwa 5.000 mal. Anders als die meisten Hardcore-Punk-Bands trat Biohazard seltener im CBGB auf, sondern spielte im L'amour-Club in Brooklyn. Dort trat die Band vor etwa 1.500 Besuchern auf.
Das selbstbetitelte Debütalbum erschien 1990 über Maze Records und verkaufte sich durch einen schlechten Vertrieb und geringe Promotion außerhalb des Raums New York schleppend. Das Album war eine Mix aus Hip-Hop-, Hardcore-Punk- und Metal-Stilen, damals Crossover genannt und bereits von Bands wie Carnivore, D.R.I., Anthrax, S.O.D. in den Achtzigerjahren praktiziert. Erste Tourneen mit Mucky Pup und Wargasm machten die Gruppe auch in Europa bekannter.
Das Debütalbum brachte der Band den Vorwurf ein, rassistisches und rechtsextremes Gedankengut zu fördern. Mit Justified Violence und Retribution glorifizierte die Gruppe Selbstjustiz, während die beiden Lieder Blue Blood und Survival of the Fittest neben einem für Teile der New Yorker Hardcoreszene typischen Bekenntnis zur Skinhead-Szene auch sozialdarwinistische Aussagen enthielten. Hinzu kamen ein patriotischer Bühnenaufbau mit dem American Eagle und die Tatsache, dass die Gruppe die US-amerikanische Organisation POW/MIA unterstützte.
Nachdem Biohazard vor allem in Szenekreisen Verbreitung gefunden hatte, gelang der Gruppe mit dem 1992 via Roadrunner Records zweiten Album Urban Discipline ein Achtungserfolg bei Publikum und Kritikern. Von den Vorwürfen der Vergangenheit distanzierte sich die vier Musiker mit dem Lied Black and White and Red All Over. Die anschließende Tour mit Agnostic Front und Kreator machte die Gruppe schließlich auch in der Metal-Szene bekannt. 1993 beteiligte sich Biohazard zusammen mit der Hip-Hop-Band Onyx am Soundtrack zum Film Judgment Night – Zum Töten verurteilt, eine der ersten Kompilationen, bei denen Mitglieder der Metal-Szene zusammen mit Hip-Hop-Größen Lieder aufnahmen. Des Weiteren arbeiteten die Bandmitglieder noch zwei weitere Male mit Onyx zusammen: Beim Remix von Slam und auf dem Biohazard-Album New World Disorder beim Titellied.
1994 erschien State of the World Address, das mit Hilfe von Cypress Hill weitere Hip-Hop-Einflüsse verarbeitete. 1995 verließ Gitarrist Bobby Hambel die Band aufgrund bandinterner Probleme. Mata Leão erschien dann in dreiköpfiger Besetzung und baute den eingeschlagenen Weg weiter aus. Mit Rob Echevarria (ex-Helmet) fand die Gruppe anschließend einen neuen Gitarristen. 1997 erschien die in der Markthalle Hamburg aufgenommene Live-CD No Holds Barred, 1999 das nächste Album New World Disorder. 2001 wurde eine Sammlung von B-Seiten unter dem Titel Tales from the B-Side veröffentlicht.

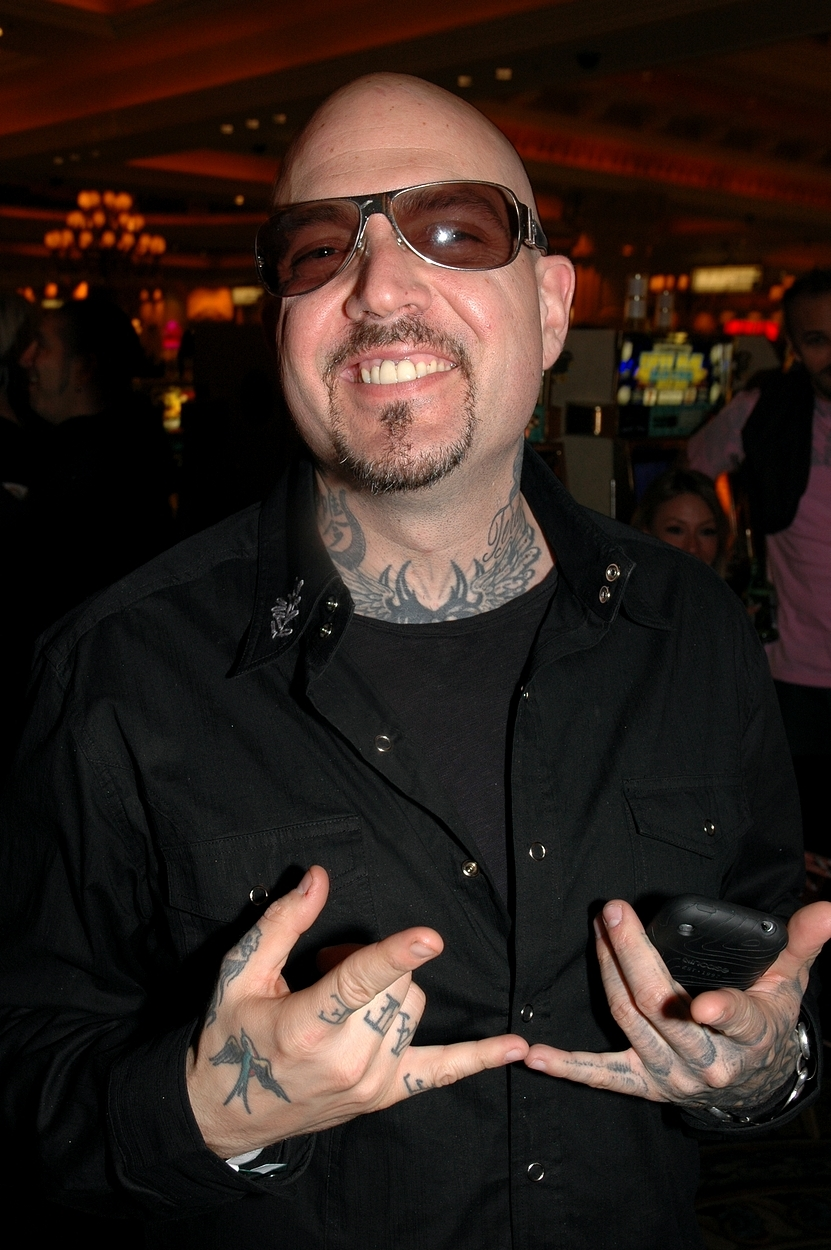
Bassist/Sänger Evan Seinfeld, 2008

2001 erschien außerdem Uncivillization mit einer Reihe von Gastmusikern aus Bands wie Type O Negative, Pantera, Hatebreed und Slipknot. Die anschließende Tattoo the Earth-Tour führt die Gruppe mit Slayer, Static-X und Cradle of Filth auf eine ausgedehnte Welttournee, in Europa aufgrund der Terroranschläge am 11. September 2001 in kleinerem Rahmen. Auf der Eastpak Resistance Tour ersetzte Scott Roberts (ex-Cro-Mags) Echevarria.
Kill or Be Killed (2003) markierte zunächst den Schlusspunkt von Biohazard: Das Album floppte und wurde von der Presse verrissen. In einem nicht mehr zugänglichen Interview, das auf der Seite metal.de undatiert grob umrissen wiedergegeben wird, wetterte Evan Seinfeld gegen die Plattenfirma Sanctuary Records nicht genug für die Band und die Vermarktung ihrer Alben beizutragen.
Seinfeld und Danny Schuler produzierten zunächst das Album Broken Valley für Life of Agony, bevor sie nach zweijähriger Pause am nächsten Biohazard-Album arbeiteten. Means to an End erschien im August 2005.
Während ihrer Reunion-Tour 2008–2010 versprach Biohazard für den Sommer 2010 ein neues Studioalbum in Originalbesetzung, also mit Leadgitarrist Bobby Hambel. Am 9. Dezember 2010 kündigten sie dieses Album auch offiziell auf ihrer neuen Internetseite an, der Erscheinungstermin wurde allerdings auf Frühjahr 2011 verschoben. Im Juni 2011 gab Biohazard bekannt, dass das Gründungsmitglied Evan Seinfeld die Band verlässt.
Am 20. Januar 2012 erschien das Album Reborn in Defiance. Am 10. Februar 2016 gab die Band die Trennung von dem Bassisten Scott Roberts, dem Nachfolger von Evan Seinfeld, auf ihrer Facebook-Seite bekannt. Seither ist die Band wieder als Trio aktiv.
Inzwischen gründete Billy Graziadei seine eigene Band BillyBio und arbeitet mit Mitgliedern von u. a. Cypress Hill, Fear Factory und Downset im Musikprojekt Powerflo. Er gab bei einem 2019 erschienenen Interview mit dem Magazin Loudwire in Referenz zum deutschen Magazin Moshpit Passion zu Protokoll, das Projekt Biohazard würde definitiv existieren aber so lange ruhen, bis die Band sich bereit fühlt, ein neues Album in Angriff zu nehmen.
2023 gab es eine erneute Reunion der Band und sie treten bei mehreren Festivals in Originalbesetzung auf.

## Trivia
Evan Seinfeld war seit 2004 mit der Pornodarstellerin Tera Patrick verheiratet und trat mit ihr unter seinem Künstlernamen Spyder Jonez in diversen Filmen auf. Im Sommer 2009 trennte sich das Paar. Der ehemalige Frontmann war ab 2010 mit der Musikproduzentin und Porno-Darstellerin Lupe Fuentes liiert; 2020 reichte Fuentes die Scheidung ein.

## Diskografie

### Studioalben
| Jahr | Titel Musiklabel                              | Höchstplatzierung, Gesamtwochen, AuszeichnungChartplatzierungen (Jahr, Titel, Musiklabel, Platzierungen, Wochen, Auszeichnungen, Anmerkungen) | Höchstplatzierung, Gesamtwochen, AuszeichnungChartplatzierungen (Jahr, Titel, Musiklabel, Platzierungen, Wochen, Auszeichnungen, Anmerkungen) | Höchstplatzierung, Gesamtwochen, AuszeichnungChartplatzierungen (Jahr, Titel, Musiklabel, Platzierungen, Wochen, Auszeichnungen, Anmerkungen) | Höchstplatzierung, Gesamtwochen, AuszeichnungChartplatzierungen (Jahr, Titel, Musiklabel, Platzierungen, Wochen, Auszeichnungen, Anmerkungen) | Höchstplatzierung, Gesamtwochen, AuszeichnungChartplatzierungen (Jahr, Titel, Musiklabel, Platzierungen, Wochen, Auszeichnungen, Anmerkungen) | Anmerkungen                              |
| Jahr | Titel Musiklabel                              | DE | AT | CH | UK | US | Anmerkungen                              |
| ---- | --------------------------------------------- | --- | --- | --- | --- | --- | ---------------------------------------- |
| 1990 | Biohazard Magnetic Air                        | — | — | — | — | — | Erstveröffentlichung: 30. Juni 1990      |
| 1992 | Urban Discipline Roadrunner Records           | DE70 (10 Wo.)DE | — | — | — | — | Erstveröffentlichung: 10. November 1992  |
| 1994 | State of the World Address Warner Music Group | DE7 (22 Wo.)DE | AT10 (16 Wo.)AT | CH19 (4 Wo.)CH | UK72 (1 Wo.)UK | US48 (8 Wo.)US | Erstveröffentlichung: 24. Mai 1994       |
| 1996 | Mata Leão Warner Music Group                  | DE35 (10 Wo.)DE | AT21 (11 Wo.)AT | — | UK72 (1 Wo.)UK | US170 (1 Wo.)US | Erstveröffentlichung: 25. Juni 1996      |
| 1999 | New World Disorder Mercury Records            | DE40 (3 Wo.)DE | — | — | — | US187 (1 Wo.)US | Erstveröffentlichung: 8. Juni 1999       |
| 2001 | Uncivilization Sanctuary Records              | DE53 (3 Wo.)DE | AT54 (1 Wo.)AT | — | — | — | Erstveröffentlichung: 11. September 2001 |
| 2003 | Kill or Be Killed Sanctuary Records           | DE84 (1 Wo.)DE | — | — | — | — | Erstveröffentlichung: 18. März 2003      |
| 2005 | Means to an End SPV / Steamhammer             | — | — | — | — | — | Erstveröffentlichung: 30. August 2005    |
| 2012 | Reborn in Defiance Nuclear Blast              | DE80 (1 Wo.)DE | — | — | — | — | Erstveröffentlichung: 20. Januar 2012    |

### Livealben, Kompilationen, Sonstiges
- 1997: No Holds Barred (Live in Europe)
- 2001: Tales from the B-Side

### Singles
| Jahr | Titel Musiklabel                                   | Höchstplatzierung, Gesamtwochen, AuszeichnungChartplatzierungen (Jahr, Titel, Musiklabel, Platzierungen, Wochen, Auszeichnungen, Anmerkungen) | Höchstplatzierung, Gesamtwochen, AuszeichnungChartplatzierungen (Jahr, Titel, Musiklabel, Platzierungen, Wochen, Auszeichnungen, Anmerkungen) | Höchstplatzierung, Gesamtwochen, AuszeichnungChartplatzierungen (Jahr, Titel, Musiklabel, Platzierungen, Wochen, Auszeichnungen, Anmerkungen) | Höchstplatzierung, Gesamtwochen, AuszeichnungChartplatzierungen (Jahr, Titel, Musiklabel, Platzierungen, Wochen, Auszeichnungen, Anmerkungen) | Höchstplatzierung, Gesamtwochen, AuszeichnungChartplatzierungen (Jahr, Titel, Musiklabel, Platzierungen, Wochen, Auszeichnungen, Anmerkungen) | Anmerkungen                |
| Jahr | Titel Musiklabel                                   | DE | AT | CH | UK | US | Anmerkungen                |
| ---- | -------------------------------------------------- | --- | --- | --- | --- | --- | -------------------------- |
| 1994 | Tales from the Hard Side State of the World Adress | — | — | — | UK47 (3 Wo.)UK | — | Erstveröffentlichung: 1994 |
| 1994 | How It Is State of the World Adress                | — | — | — | UK62 (3 Wo.)UK | — | Erstveröffentlichung: 1994 |

### Demos
- 1988: 1. Demo
- 1989: 2. Demo